# 울산중앙중학교
울산중앙중학교(蔚山中央中學校)는 대한민국 울산광역시 남구 신정동에 있는 공립 중학교이다.

## 학교 연혁
- 1980년 1월 24일 : 18학급 설립인가 (6학급 408명)
- 1980년 3월 2일 : 학성초등학교에서 개교
- 1980년 3월 5일 : 초대 김각 교장 취임
- 1980년 3월 5일 : 입학식(6학급 408명)
- 1981년 3월 1일 : 남부초등학교로 이전
- 1981년 9월 27일 : 신정4동 현교사로 이전
- 2003년 6월 2일 : 급식소 개소 및 별관 준공
- 2021년 3월 1일 : 제17대 박명길 교장 취임
- 2023년 1월 2일 : 제41회 졸업식(졸업생 289명) 총 졸업생 19,446명
- 2023년 3월 2일 : 2023학년도 신입생 입학식(10학급 281명)

## 참고 자료
- 울산중앙중학교 - 한국교육학술정보원 학교알리미